# Bernard Tschumi
Bernard Tschumi (nacido el 25 de enero de 1944 en Lausana, Suiza) es un arquitecto suizo-francés.

## Carrera
Su obra suele considerarse dentro del deconstructivismo, pero su postura teórica se basa principalmente en la práctica de la libertad personal del diseñador frente a sus obras. Estudió en París y en el Instituto Federal de Tecnología (ETH) de Zúrich y en 1981 inicia su actividad profesional independiente. al año siguiente gana el concurso para el Parc de La Villette en París y en 1983 abre su estudio en París. Entre 1988 y 2003 fue decano de la Graduate School of Architecture, Planning and Preservation en la Universidad de Columbia de Nueva York. Entre sus trabajos más reconocidos se encuentra el Parc de La Villette y el Museo de la Acropolis de Atenas.

## Reconocimientos
- Primer Premio del Concurso Internacional para el Parc de la Villette, París, 1982
- Segundo Premio del Concurso Internacional para el New National Theatre and Opera House, Tokio, Japón, 1986
- Segundo Premio del Concurso Internacional para el Nuevo Aeropuerto Internacional de Osaka, Japón, 1988
- Tercer Premio del Concurso por invitación para el Centro de Arte y Tecnología de los Medios ZKM, Karlsruhe, Alemania, 1989
- Primer Premio en el Concurso para el Estudio Nacional de Arte Contemporáneo Le Fresnoy, Tourcoing, Francia, 1991
- Primer Premio del Concurso para la Escuela de Arquitectura, Marne-La-Vallée, Francia, 1994
- Primer Premio del Concurso Internacional para el Centro de Negocios, Chartres, Francia, 1995
- Premio de Honor de la AIA de Nueva York y Premio de Arquitectura Progresiva por el Gran Premio Nacional de Arquitectura, Ministerio de Cultura de Francia, 1996
- Es condecorado con la Legión de Honor de la Orden de las Artes y las Letras (Francia)